# Sybil Schreiber
Sybil Schreiber (* 1963) ist eine deutsch-schweizerische Kolumnistin und Autorin.

## Leben und Wirken
Sybil Schreiber wuchs in München auf und besuchte das St.-Anna-Gymnasium. 1977 erhielt sie eine Filmrolle im Taugenichts von Bernhard Sinkel. Schreiber erhielt Schauspielunterricht in New York am Lee Strasberg Theatre and Film Institute. Sie machte eine Ausbildung zur Modedesignerin und arbeitete danach als Redakteurin für annabelle, Schweizer Familie und Tages-Anzeiger.
Zusammen mit ihrem Ehemann Steven Schneider schreibt sie seit 2000 wöchentlich die Kolumne Schreiber vs. Schneider in der Coopzeitung. Das Ehepaar gründete das Geschichtenhaus Hirschli in Bad Zurzach, einen kulturellen Treffpunkt und literarischen Kursraum. Sie lancierte die Fleckengeschichten, ein Kulturprojekt in Zusammenarbeit mit der Gemeinde Bad Zurzach und Autoren und Journalisten.
Schreiber las 2017 auf der Leipziger Buchmesse und war 2018 Solothurner Literaturtagen eingeladen. Eine zweite Einladung zu den Literaturtagen folgte im Jahr 2023.
Sybil Schreibers literarisches Schaffen wurde 2021 durch das Aargauer Kuratorium mit dem Werkpreis gefördert.
Schreiber ist Mutter von zwei Töchtern und lebt im Aargau.

## Bücher (Auswahl)
- mit Steven Schneider: Neun Monate Lieferzeit. SIE bekommt ein Baby, ER aber auch.  Kösel, München 2006, ISBN 978-3-466-34495-6.
- mit Steven Schneider: Baby gelandet. SIE und ER im turbulenten ersten Jahr. Kösel, München 2007, ISBN 978-3-466-34512-0.
- mit Steven Schneider: Immer ich. Salis, Zürich 2010, ISBN 978-3-905801-41-5
- mit Steven Schneider: Mein Leben als Paar. Salis, Zürich 2016, ISBN 978-3-906195-64-3.
- mit Steven Schneider: Paarcours d'amour. Salis, Zürich 2022, ISBN 978-3-03930-035-8.
- Sophie hat die Gruppe verlassen. Salis, Zürich 2018, ISBN 978-3-906195-69-8.
- Safranhimmel. Salis, Zürich 2022, ISBN 978-3-03930-043-3.

## Bühnenprogramme
- Frischer Wind (2004)
- Die Stunde der Wahrheit(en) (2008)
- Immer ich (2010)
- Vollkommen unPaarfekt (2012)
- Spesen einer Ehe (2014)
- Mein Leben als Paar (2016)
- Endlich erwachsen (2019)